# Elgar (film)
Elgar è un docu-drama realizzato nel 1962 dal regista britannico Ken Russell. Realizzato per il programma di vecchia data della BBC Television Monitor, ha drammatizzato con uno stile vivace la vita del compositore archetipicamente inglese Sir Edward Elgar.

## Storia
Il film ha affermato Russell come talento registico ed ha generato una serie di biografie drammatiche di compositori da parte di Russell, sia per il cinema che per la televisione. Elgar ha contribuito a far rivivere la reputazione dell'opera del compositore.
Nelle parole di uno scrittore il film "segna il debutto di un grande e originale stilista visivo (Russell) e il primo uso di tecniche che sono diventate quasi all'ordine del giorno nel cinema documentaristico".
Il film è narrato da Huw Wheldon. Il British Film Institute lo ha selezionato come uno dei 100 migliori programmi televisivi britannici.

## Cast
- George McGrath: Sir Edward Elgar
- Peter Brett: Mr Elgar
- Rowena Gregory: Mrs Elgar
- Louisa Nicholas: figlia di Elgar

## Accoglienza
Il successo ha portato Russell a creare il suo primo lungometraggio French Dressing. Ha anche causato un risveglio nell'interesse per il lavoro di Elgar, portando alla pubblicazione di album.
Nel 1966 veniva chiamato "un classico della televisione che il tempo non toccherà".

Nel 1995 Globe and Mail scrisse che:
Ciò che colpisce singolarmente di Elgar è quanto sia magnificamente fotografato e realizzato. Anche se girato in bianco e nero, l'uso della luce e la brillante fusione di immagini e musica gloriosa fanno sì che la maggior parte di ciò che siamo abituati a vedere sul piccolo schermo e sullo schermo cinematografico sembri piatto e privo di fantasia. La formazione di Russell e il precedente lavoro di fotografo hanno mostrato un grande vantaggio in questo film squisito. È anche pioniere nell'uso degli attori, senza dialoghi e con una minima narrazione, per creare una forma "nuova", un ibrido cinematografico che utilizza gli aspetti più potenti di diverse forme artistiche: film, musica, biografia, televisione e fotografia.
Rivisitando la produzione nel 2011, il New Yorker ha scritto che "la maggior parte è gloriosa, con scene di rievocazione che potrebbero facilmente essere ribaltate nel territorio dei Monty Python, riscattate dalla loro intima connessione con gli estratti musicali della colonna sonora. Questo perché Russell, come nessun altro cineasta, ha una visione essenziale di ciò che accade nella vita di un compositore, appeso tra opera e lavoro, sogno e fatica".